# مسافر بن أبي عمرو الأموي
مسافر بن أبي عمرو بن أمية بن عبد شمس الأموي القرشي من شعراء قريش في الجاهلية من أهل مكة قال البلاذري: «كان من فتيان قريش جمالاً وسخاء وشعراً، وكان نديماً لأبي طالب بن عبد المطلب، وكان خرج إلى الحيرة فأصابته الدبيلة من شربه الخمر صرفاً، ثم خرج متوجهاً إلى مكة فمات بهبالة». وذكره ابن سلام الجمحي في طبقاته من شعراء مكة في الجاهلية.

## نسبه
هو مسافر بن أبي عمرو بن أمية بن عبد شمس بن عبد مناف بن قصي بن كلاب الأموي القرشي الكناني.